# Brachypanorpa jeffersoni
Brachypanorpa jeffersoni är en näbbsländeart som beskrevs av George W. Byers 1976. Brachypanorpa jeffersoni ingår i släktet Brachypanorpa och familjen Panorpodidae. Inga underarter finns listade i Catalogue of Life.